# Perkins Brailler

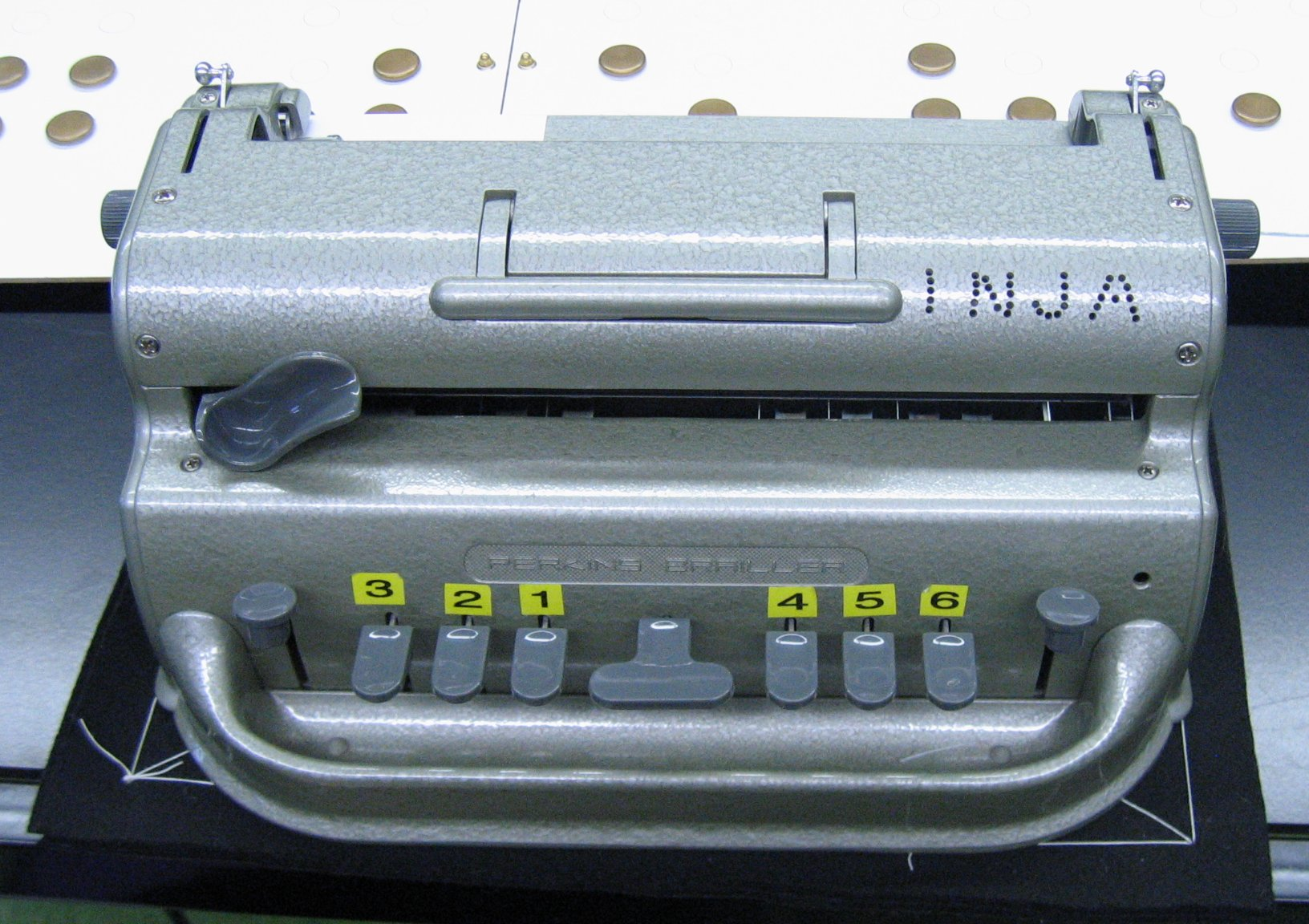
Een manuele brailleschrijfmachine.

De Perkins Brailler of brailleschrijver is een braille schrijfmachine met negen toetsen, een voor elk van de zes punten van de braillecode, een spatietoets, een backspace-toets en een spatiebalktoets. Net als een handmatige typemachine heeft hij twee knoppen aan de zijkant om het papier door de machine te verplaatsen en een hendel voor de terugloop boven de toetsen. De rollers die het papier vasthouden en voortbewegen hebben groeven die ontworpen zijn om te voorkomen dat de verhoogde punten die de brailleermachine creëert, geplet worden. 
De eerste brailleschrijfmachine werd in 1892 gepresenteerd door Frank Haven Hall. De originele Perkins Brailler werd in 1951 gemaakt door David Abraham (1896-1978), een leraar houtbewerking aan de Perkins School voor Blinden in Watertown (Massachusetts).

## Elektronische brailleschrijver

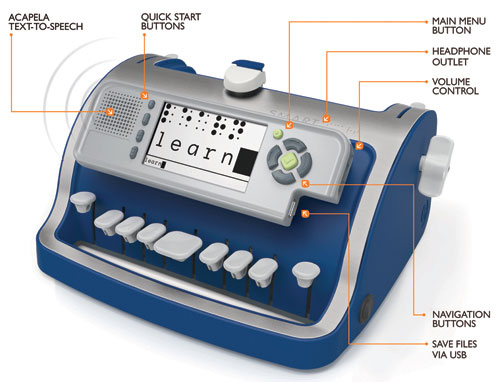
Perkins SMART brailler.

Een elektronische versie van de Perkins Brailler, de SMART Brailler, werd uitgevonden door David S. Morgan en uitgebracht in 2011. Deze toestellen beschikken over tekst-naar-spraak audiovisuele technologie (met luidspreker en digitale display), om de leesvaardigheid in braille verder te bevorderen.